# Rue de l'Équerre-d'Argent
La rue de l'Équerre-d'Argent est une voie piétonne souterraine du 1er arrondissement de Paris, en France, située dans le Forum des Halles.

## Situation et accès
Cette rue est située entre la rue Basse et le palier de la porte Rambuteau, au niveau -3 du secteur Forum Central des Halles.

## Origine du nom

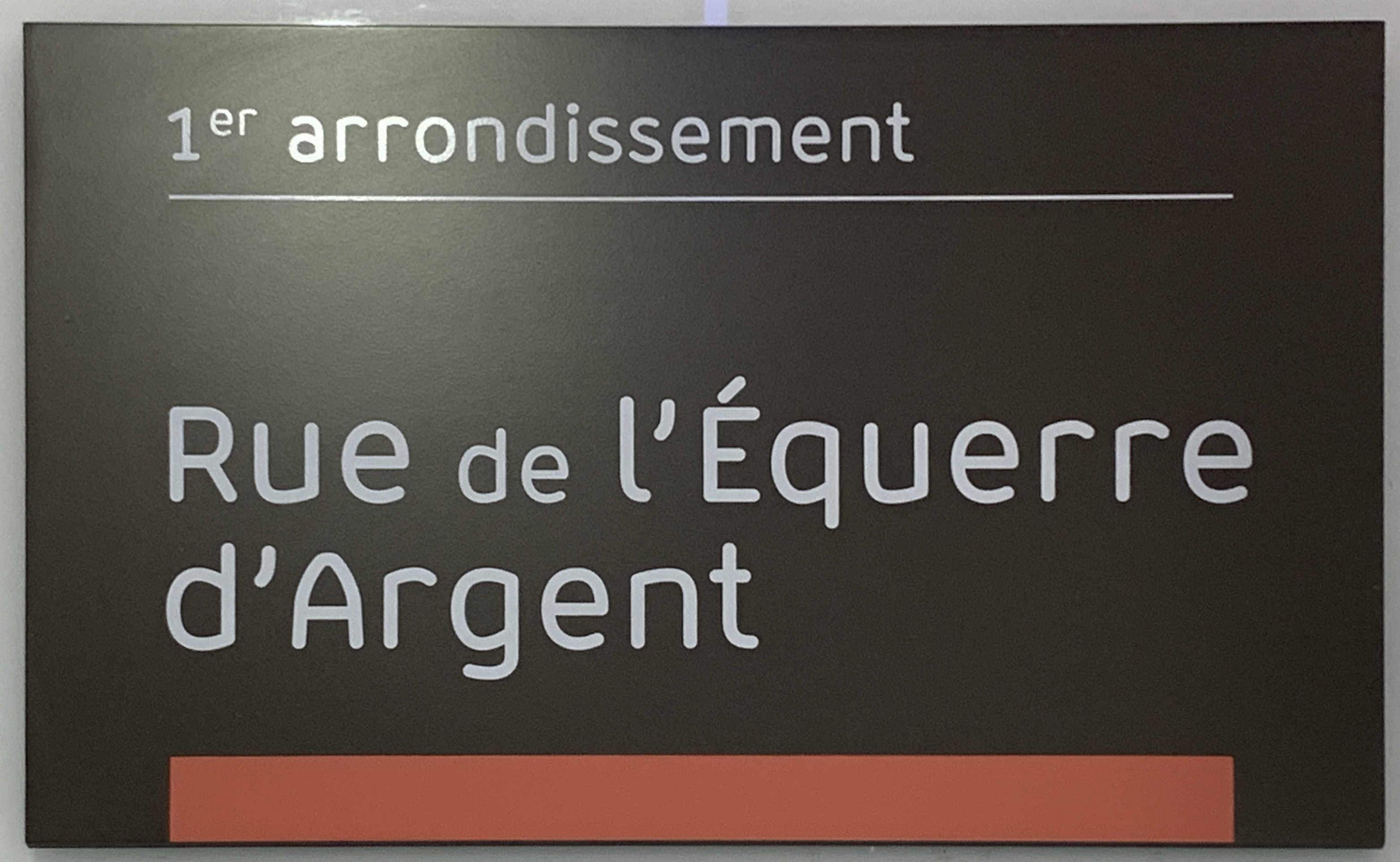
Plaque de la rue.

Elle porte ce nom en raison de sa forme en équerre.

## Historique
Cette voie est créée lors de l'aménagement du secteur Forum Central des Halles et a pris sa dénomination par arrêté municipal du 18 décembre 1996.

## Pour approfondir